# Bebrits Anna
Bebrits Anna (Eger, 1920. január 3. – Budapest, 2013. augusztus 28.) újságíró, diplomata.

## Élete és munkássága
Szüleivel az Amerikai Egyesült Államokban (1922-1932), majd a Szovjetunióban (1932-1945) élt emigrációban, ott végezte iskoláit. 1945-1948 között Prágában élt férjével. Hazatérése után a Magyar Dolgozók Pártja Központi Vezetősége (KV) Külügyí Osztálya, illetve Nemzetközi Kapcsolatok Osztályának munkatársa (1948-1951), majd vezetője (1951-1953) lett. 
Ezután elvégezte az MDP Pártfőiskoláját, közben tanított a Külügyi Akadémián. 1955-től tizenöt éven keresztül a Szabad Nép, majd a Népszabadság munkatársa, a külpolitikai rovat helyettes vezetője, 1967 és 1970 között a lap londoni tudósítója volt. 
1970-ben a Külügyminisztérium munkatársa, majd a Nemzetközi Biztonsági Osztály vezetője (1973-1974) lett. 1974-ben kinevezték rendkívüli és meghatalmazott nagykövetnek és Magyarország hágai nagykövetségének vezetője lett. Kiküldetése 1979 végén fejeződött be, 1980-ban nyugállományba vonult.

## Művei
Újságírói tevékenysége mellett több kötetet is publikált, illetve szerkesztett. Egyik jelentős műve az Elnökgyilkosságtól – elnökválasztásig (Kossuth, 1964).

## Társadalmi funkciói
Tagja volt a Magyar Újságírók Országos Szövetségének (55 éven át), a Magyar Békeszövetségnek, a Magyar Ellenállók és Antifasiszták Szövetségének és a Jászi Oszkár Külpolitikai Társaságnak.

## Elismerései
- Magyar Népköztársasági Érdemrend V. fokozata (1950)